# 왕함 (장백)
왕함(王鹹, ? ~ 기원전 13년)은 전한 말기의 관료로, 자는 장백(長伯)이며 제남군 사람이다. 승상 왕흔의 손자이자 왕망의 정실 왕황후(王皇后)의 부친이다.

## 생애
건시 3년(기원전 30년), 아버지 왕담의 뒤를 이어 의춘후(宜春侯)에 봉해졌다.
하평 3년(기원전 26년), 태상에 임명되었으나 곧 병으로 면직되었다.
의춘효후 18년(기원전 13년)에 죽으니 시호를 효라 하였고, 아들 왕장이 작위를 이었다.

## 출전
- 반고, 《한서》 권18 외척은택후표·권19하 백관공경표 下·권66 공손유전왕양채진정전

| 전임 유경기 | 전한의 태상 기원전 26년 | 후임 왕림 |

| 선대 아버지 의춘강후 왕담 | 전한의 의춘후 기원전 30년 ~ 기원전 13년 | 후대 아들 의춘희후 왕장 |